# Universitat Estatal de Moldàvia
La Universitat Estatal de Moldàvia (en romanès: Universitatea de Stat din Moldova, rus: Молдавский государственный университет, USM) és una institució d'educació superior situada a la ciutat de Chișinău, la capital de Moldàvia. Va ser fundada l'1 d'octubre de 1946.

## Facultats
La universitat s'organitza en tretze facultats:
1. Biologia i Edafologia
2. Química i Tecnologia Química
3. Lleis
4. Física
5. Història i Filosofia
6. Periodisme i Ciències de la Comunicació
7. Llengües i Literatures Estrangeres
8. Lletres
9. Matemàtiques i Ciències de la Computació
10. Psicologia i Ciències de l'Educació
11. Relacions Internacionals, Ciències Polítiques i Administratives
12. Sociologia i Assistència Social
13. Ciències econòmiques